# Milenko Skoknic
Milenko Esteban Skoknic Tapia (9 de febrero de 1954) es un abogado y diplomático chileno. Fue embajador de Chile ante las Organización de las Naciones Unidas entre 2018 y 2022, designado en el segundo gobierno de Sebastián Piñera. 
En su carrera diplomática ha sido Cónsul General de Chile en Bolivia (2014-2016), embajador de Chile en Argentina (2010-2014) y se desempeñó desde marzo de 2010 a febrero de 2014 como Jefe de Gabinete del Ministro de Relaciones Exteriores de Chile. Entre los cargos destacados que ha ejercido cabe mencionar la Dirección Ejecutiva del Comité Organizador del Año APEC Chile 2004 y la Cumbre de Líderes de APEC realizada en Santiago en noviembre de ese año. 

## Biografía
Fue seleccionado chileno de básquetbol entre 1972 y 1977, participando en diversos campeonatos nacionales, sudamericanos y panamericanos.
Skoknic ingresó a la Academia Diplomática Andrés Bello en 1979 y recibió el Premio Ministro de Relaciones Exteriores al Mejor Alumno de la promoción. Posteriormente obtuvo una beca del British Council y cursó un Diplomado en Política Exterior y Economía Internacional de la Universidad de Oxford, St. Antony’s College. Estudió Leyes en la Escuela de Derecho en la Universidad de Chile, completando sus estudios en 1977.
Parte de su carrera ha estado dedicada a las relaciones bilaterales entre Chile y Argentina. Entre otras, su participación en una de las más relevantes tareas diplomáticas como Secretario de la Delegación de Chile ante la Mediación Papal desde 1980 a 1985 y, posteriormente, en la Comisión Binacional de Cooperación Económica e Integración Física, establecida en el artículo 12 del Tratado de Paz y Amistad de 1984. Entre 1990 y 1992 se desempeñó como Secretario de la Embajada de Chile en Argentina, encargado de los temas bilaterales y de la integración regional.
Asimismo, fue Embajador de Chile en Austria, Eslovenia y Eslovaquia (2005 – 2010) y representante Permanente de Chile ante los Organismos Internacionales con sede en Viena (OIEA – ONUDD – ONUDI – CTBTO – OOSA – UNCITRAL, entre otros).
De septiembre de 2007 a septiembre de 2008 fue Presidente del Consejo de Gobernadores del Organismo Internacional de Energía Atómica – OIEA, único chileno que ha ejercido ese c{{argo en la historia del organismo. Ha sido invitado como panelista en diversos seminarios y conferencias sobre materias de desarme y No Proliferación Nuclear.
En otro orden de tareas, ha sido delegado de Chile en diversas conferencias internacionales vinculadas tanto a temas de Derecho del mar (Autoridad Internacional para los Fondos Marinos – Jamaica / Acuerdo de Nueva York sobre Pesca en Alta Mar – 1995), así como en la Cumbre de la Tierra de Río de Janeiro de 1992; y la Cumbre Mundial para el Desarrollo Social, celebrada en Copenhague en 1995.
En el ámbito económico–comercial, fue integrante de la delegación chilena que negoció el Tratado de Libre Comercio con Estados Unidos y ocupó la Vicepresidencia del Comité de Negociaciones Comerciales del Acuerdo de Libre Comercio para las Américas (ALCA). También se desempeñó como agregado comercial para Canadá (1997–2002).
Otras destinaciones en el Servicio Exterior han sido la Misión de Chile ante Naciones Unidas, Nueva York; las embajadas de Chile en la Santa Sede y Turquía; y el Consulado General de Chile en Toronto.
En marzo de 2010 es designado embajador de Chile en Argentina, y al mismo tiempo como Jefe de Gabinete del Ministro de Relaciones Exteriores de Chile. Asimismo fue designado como representante de Chile en su rol de Acompañante en la Mesa de Diálogo por la Paz, entre el Gobierno de Colombia y las Fuerzas Armadas Revolucionarias de Colombia, cargo que mantuvo hasta el 2014. Durante ese año fue condecorado por la Argentina con la Orden de Mayo del grado Gran Cruz.
En febrero de 2014 es designado cónsul de Chile en Bolivia, cargo que desempeñó hasta mayo de 2016, cuando asumió como director general de Política Exterior de la Cancillería.
Ha sido condecorado por Austria, la Santa Sede y con la Orden por Servicios Meritorios a la República de Chile.
Actualmente está casado con Colette Ramsey y tiene 3 hijos.